# 트로이 윈버쉬
트로이 윈부시(Troy Winbush, 1970년 3월 12일 ~ )는 미국의 배우이다.
맨해튼에서 태어났다.

## 출연 작품

### 영화
- 허영의 불꽃 (1990)
- 파이어 트랩 (1997, Heart of Fire)
- 리플레이스먼트 (2000) - 월터 코크란 역
- 섹스 중독자의 고백 (2001)
- Gabriela (2001)
- 존 큐 (2002) - 스티브 스미스 역
- 유나이티드 스테이츠 오브 리랜드 (2003)
- 라스트 샷 (2004)
- 스나이퍼 3 (2004) - 캡틴 라라비 역
- 내셔널 트레져: 비밀의 책 (2007)
- Diary of a Tired Black Man (2009)

### 텔레비전
- 코스비 가족 (1987-91)
- CSI: 마이애미 (2003)
- 메디컬 인베스티게이션 (2004-05)
- 골드버그 패밀리 (2013-22)